# Инцкирвели, Леван Григорьевич
Леван Григорьевич Инцкирвели (1 июня 1927, Тбилиси, Социалистическая Советская Республика Грузия, ЗСФСР, СССР — 31 октября, 2010) — советский баскетболист и баскетбольный тренер. Заслуженный мастер спорта СССР (1962). Заслуженный тренер Грузинской ССР (1969).
Закончил Тбилисский государственный университет.

## Биография
Выступал в тбилисском «Динамо», в котором трижды (1950, 1953, 1954) стал чемпионом СССР, трижды (1959, 1960,1961) — вице-чемпионом, двукратным (1948, 1952) бронзовым призёром чемпионата страны, двукратным (1949, 1951) обладателем Кубка СССР. В 1962 году стал обладателем Кубка европейских чемпионов.
В составе сборной Грузинской ССР стал серебряным призёром II Спартакиады народов СССР.
После окончания игровой карьеры работал с «Динамо» (Тбилиси). Команда за эти годы стала чемпионом СССР (1968) и завоевала Кубок СССР (1969). За достижения своих воспитанников Л. Г. Инцкирвели был удостоен звания заслуженный тренер Грузинской ССР в 1969 году.
С 1970 года до выхода на пенсию — старший тренер ДЮСШ «Юный динамовец» (Тбилиси). В 1973 году команда ДЮСШ под его руководством выиграла первенство СССР среди юношей.
Входил в состав президиума Федерации баскетбола Грузинской ССР.